# Нана-Мамбере
Нана-Мамбере — одна з 14 префектур Центральноафриканської Республіки.
Межує на північному сході з префектурою Уам-Пензі, на сході з префектурою Омбелла-Мпоко, на півдні з префектурою Мамбере-Кадеі, на заході з Камеруном.
Через територію Нана-Мамбере з півночі на південь протікають річки Бумбу й Лоба.